# Albert Zahn
Albert Zahn (* 13. Juni 1918 in Dresden; † 9. Juni 1975 in Görlitz) war ein deutscher Schauspieler und Regisseur.

## Leben
Seine Schauspielausbildung erhielt er 1942 und 1943 in Berlin, sein Debüt gab er am Staatstheater Braunschweig. Nach dem Ende des Zweiten Weltkrieges folgten Engagements in Dresden, Stuttgart, Erfurt und anderen Theatern. Ab 1953 arbeitete er an verschiedenen Bühnen in Berlin, dem Maxim-Gorki-Theater und dem Theater der Freundschaft sowie der Staatsoper Berlin. Er spielte in über 100 Film- und Fernsehproduktionen als Nebendarsteller mit. Ab 1963 arbeitete er als freischaffender Künstler.
Albert Zahn war von 1951 bis 1968 mit der Schauspielerin Gisela Graupner verheiratet. Gemeinsam haben sie einen Sohn.

## Filmografie (Auswahl)
- 1953: Junges Gemüse
- 1956: Der Hauptmann von Köln
- 1957: Schlösser und Katen
- 1957: Berlin – Ecke Schönhauser…
- 1958: Sonnensucher
- 1958: Geschwader Fledermaus
- 1958: Der Prozeß wird vertagt
- 1959: Verwirrung der Liebe
- 1959: Sterne
- 1959: Im Sonderauftrag
- 1959: Eine alte Liebe
- 1960: Silvesterpunsch
- 1960: Fernsehpitaval: Der Fall Haarmann (Fernsehreihe)
- 1960: Leute mit Flügeln
- 1961: Schneewittchen
- 1962: Die aus der 12b
- 1962: Der Kinnhaken
- 1963: An französischen Kaminen
- 1963: Nackt unter Wölfen
- 1963: Karbid und Sauerampfer
- 1964: Das Lied vom Trompeter
- 1964: Der fliegende Holländer
- 1965: Der Frühling braucht Zeit
- 1965: Lots Weib
- 1966: Irrlicht und Feuer (Fernsehfilm, Zweiteiler)
- 1966: Lebende Ware
- 1967: Geschichten jener Nacht (Episode 4)
- 1967: Blaulicht – Nachtstreife (TV-Reihe)
- 1969: Mohr und die Raben von London
- 1970: Jeder stirbt für sich allein (Fernsehfilm, 3 Teile)
- 1971: Polizeiruf 110: Die Schrottwaage (Fernsehreihe)
- 1972: Schwarzer Zwieback
- 1972: Die Bilder des Zeugen Schattmann (TV-Vierteiler)
- 1972: Polizeiruf 110: Blutgruppe AB
- 1972: Polizeiruf 110: Ein bißchen Alibi
- 1973: Polizeiruf 110: Vorbestraft
- 1973: Die sieben Affären der Doña Juanita (vierteiliger Fernsehfilm)
- 1974: Polizeiruf 110: Kein Paradies für Elstern
- 1974: Die Frauen der Wardins (Fernseh-Dreiteiler)
- 1974: Polizeiruf 110: Der Tod des Professors
- 1975: Toggenburger Bock
- 1975: Fischzüge (Fernsehfilm)

## Theater

### Schauspieler
- 1949: Alexander Schettler nach Brüder Grimm: Frau Holle – Regie: Alfred Bohl (Anhaltisches Theater Dessau)
- 1949: Johann Wolfgang von Goethe: Faust I – Regie: Richard Ulrich (Anhaltisches Theater Dessau)
- 1949: Heinrich von Kleist: Der zerbrochne Krug – Regie: Richard Ulrich  (Anhaltisches Theater Dessau)
- 1949: Friedrich Schiller: Die Räuber – Regie: Richard Ulrich  (Anhaltisches Theater Dessau)
- 1949: Stefan Brodwin: Der Feigling – Regie: Egon Maiwald (Anhaltisches Theater Dessau)
- 1953: Z. Ssolodar: Ferien am Waldsee – Regie: Gustav Wehrle (Theater der Freundschaft)
- 1961: Kurt Schwaen: Leonce und Lena (Diener) – Regie: Erich-Alexander Winds (Staatsoper Berlin – Apollosaal)

### Regisseur
- 1958: Wolfgang Amadeus Mozart/Lorenzo Da Ponte: Così fan tutte (Theater der Stadt Brandenburg)

## Hörspiele
- 1960: Hans Pfeiffer: Schüsse am Hochmoor (Berthold) – Regie: Werner Grunow (Kriminalhörspiel – Rundfunk der DDR)
- 1965: Albert Maltz: Das Flammenzeichen (Zimmel) – Regie: Peter Groeger (Hörspiel – Rundfunk der DDR)
- 1968: Horst Girra: Brennpunkt Autowolf – Regie: Joachim Gürtner (Kriminalhörspiel aus der Reihe Spuren, Teil 6 – Rundfunk der DDR)
- 1968: Gerhard Jäckel: Oma und die Untermieter  (Strombusch) – Regie: Joachim Gürtner (Hörspielreihe: Neumann, zweimal klingeln – Rundfunk der DDR)
- 1968: Brigitte Tenzler: Eine kleine Nachtmusik (Herr Strohbusch) – Regie: Joachim Gürtner (Hörspielreihe: Neumann, zweimal klingeln – Rundfunk der DDR)
- 1969: Eduard Claudius: Vom schweren Anfang – Regie: Horst Liepach (Kinderhörspiel – Rundfunk der DDR)
- 1974: Rolf Gumlich: Krach in Dagenow (Dautz) – Regie: Werner Grunow (Hörspiel – Rundfunk der DDR)
- 1974: Herbert Fischer: Autofahrt – Regie: Fritz Göhler (Hörspiel – Rundfunk der DDR)
- 1975: Erik Knudsen: Not kennt kein Gebot oder der Wille Opfer zu bringen (Oberwachtmeister) – Regie: Peter Groeger (Hörspiel – Rundfunk der DDR)